# GSV Moers
Der Grafschafter Spielverein 1910 e. V. Moers ist ein Sportverein aus Moers. Heimspielstätte ist die Sportanlage Filder Benden neben dem Schwimmbad Solimare. Neben Fußball bietet der Verein auch die Sportarten Badminton, Volleyball und Tischtennis an.

## Geschichte
Der GSV Moers entstand am 3. Februar 1910 aus dem Zusammenschluss des Homberger Spielvereins mit dem Moerser Spielverein. Der Homberger Spielverein wurde am 7. Juni 1903 als FV Teutonia Homberg gegründet, der sich noch im gleichen Jahr in Homberger Spielverein umbenannte. Der Moerser Spielverein wurde im Jahre 1909 gegründet. Bereits im Jahre 1911 spaltete sich der Homberger Spielverein wieder ab und fusionierte im Juli 1969 mit der SpVgg Hochheide zum VfB Homberg. 
Am 11. Juni 1977 stimmte die Jahreshauptversammlung des GSV Moers einer Fusion mit dem RSV Meerbeck zu. Die Mitglieder des RSV Meerbeck lehnten jedoch die Fusion ab. In früheren Zeiten bot der Verein noch Eissport, Handball und Leichtathletik an. Die Eissportabteilung machte sich im Jahre 1980 als GSC Moers selbständig.

## Männerfußball

### Geschichte
In der Saison 1949/50 spielte die erste Herrenmannschaft eine Spielzeit in der damals drittklassigen Amateurliga Niederrhein. Das Team erzielte in Staffel 1 den 14. Platz und stieg daher ab. Von 1962 bis 1972 spielte der GSV in der Landesliga Niederrhein, der damals vierthöchsten deutschen Spielklasse.
In der Saison 2006/07 schaffte die erste Mannschaft des GSV den Aufstieg in die Verbandsliga Niederrhein. Am letzten Spieltag der Saison wurde der Aufstieg mit einem Sieg beim Duisburger SV 1900 erreicht. In der Saison 2007/08 wurde die erste Herrenmannschaft unter Trainer Horst Riege mit nur 19 Punkten 16. und damit Tabellenletzter der Verbandsliga. Somit stieg die Mannschaft nach dem Aufstieg im Vorjahr wieder ab und spielt seitdem wieder in der Landesliga Niederrhein. Zur Saison 2012/13 bezog der GSV Moers die neu errichtete Platzanlage am Solimare. Trainer Werner Wildhagen gab zum Ende dieser Saison (Platz 5) seinen Abschied bekannt; zur Saison 2013/14 folgten ihm Erdem Onat und Andreas Voss als Doppelspitze nach. Nach einem großen Umbruch im Kader übernahm in der Saison 2014/15 der ehemalige GSV-Stürmer Hrvoje Vlaovic den Trainerposten der 1. Mannschaft, die am Saisonende in die Bezirksliga abstieg.

### Persönlichkeiten
- Ralf Köpke
- Mike Möllensiep
- Mircea Onisemiuc
- Andreas Polenski
- Thomas Ridder
- Horst Riege
- Jörg Strube
- Andreas Voss
- Werner Wildhagen

## Frauenfußball

### Geschichte
Die Frauenmannschaft des Vereins spielt seit der Gründung 1985 in der Regionalliga West. Die erfolgreichsten Jahre waren die Saisons 2000/01 und 2001/02, als die Mannschaft jeweils den dritten Platz belegte. 2004 verpasste die Mannschaft die Qualifikation für die neu gegründete 2. Bundesliga und war damit drittklassig. 2018 stiegen die Moerserinnen aus der Regionalliga ab, schafften aber den direkten Wiederaufstieg. Dieses Mal konnte sich die Mannschaft bis 2022 in der Liga halten, bevor es wieder runter in die Niederrheinliga ging. Mit etwas Glück gelang 2025 der nächste Aufstieg in die Regionalliga. Zwar wurde die Mannschaft nur Vizemeister, profitierte aber vom Verzicht des Meisters SV Walbeck.
Insgesamt neunmal nahm der Verein am DFB-Pokal teil. Gleich bei der ersten Teilnahme 1990/91 erreichte der Club das Viertelfinale, schied dort aber gegen den VfR Eintracht Wolfsburg aus. 2000 und 2003 wurde nochmal das Achtelfinale erreicht. Ansonsten war immer in der ersten Runde Schluss. Durch den Niederrheinpokalsieg 2013 konnte man sich erneut für die 1. Runde im DFB-Pokal der Saison 2013/14 qualifizieren.

### Erfolge
- Niederrheinmeister: 2019
- Niederrheinpokalsieger: 1990, 1992, 1994, 1996, 1999, 2001, 2002, 2005, 2013, 2014[3]
- Niederrheinpokalfinalist: 1983, 1984, 1987, 1989, 1991, 1997, 2003, 2011, 2015, 2018[3]
- Kreispokalsieger: 2024

### Persönlichkeiten
- Gurbet Akçay
- Kethi Carastergiou
- Hanna Hamdi
- Scarlett Hellfeier
- Melanie Höfkes
- Kristina Hölscher
- Kathrin van Kampen
- Melanie Krohnen
- Jil Strüngmann
- Nadine Thal

## Eishockey
Die Eishockeyabteilung wurde am 18. April 1975 gegründet. Die erste Mannschaft spielte ab 1975 in der Regionalliga West. Drei Jahre später gelang der Aufstieg in die Oberliga Nord. Im Jahre 1980 wurde die Eissportabteilung als GSC Moers selbständig.

## Sportanlage
In der Ratssitzung des Moerser Stadtrates wurde am 1. Oktober 2010 endgültig entschieden, dass der Moerser TV und der GSV Moers zusammen eine neue Sportanlage in den Filder Benden gebaut bekommen sollten. Für die „Verlagerung der Sportanlagen vom GSV und MTV“ wurden 4,75 Millionen Euro investiert. Davon kamen 1,65 Millionen Euro aus dem Konjunkturpaket II, der Rest aus dem Haushalt der Stadt Moers. Seit 2012 wurde der Spielbetrieb sukzessive auf die Großsportanlage Filder Benden verlagert, die 2014 komplett fertiggestellt wurde. Zuvor war die Grafschafter Kampfbahn, die am 18. Juni 1950 vom GSV Moers eingeweiht wurde, das Stadion des Vereins.

Sportanlagen
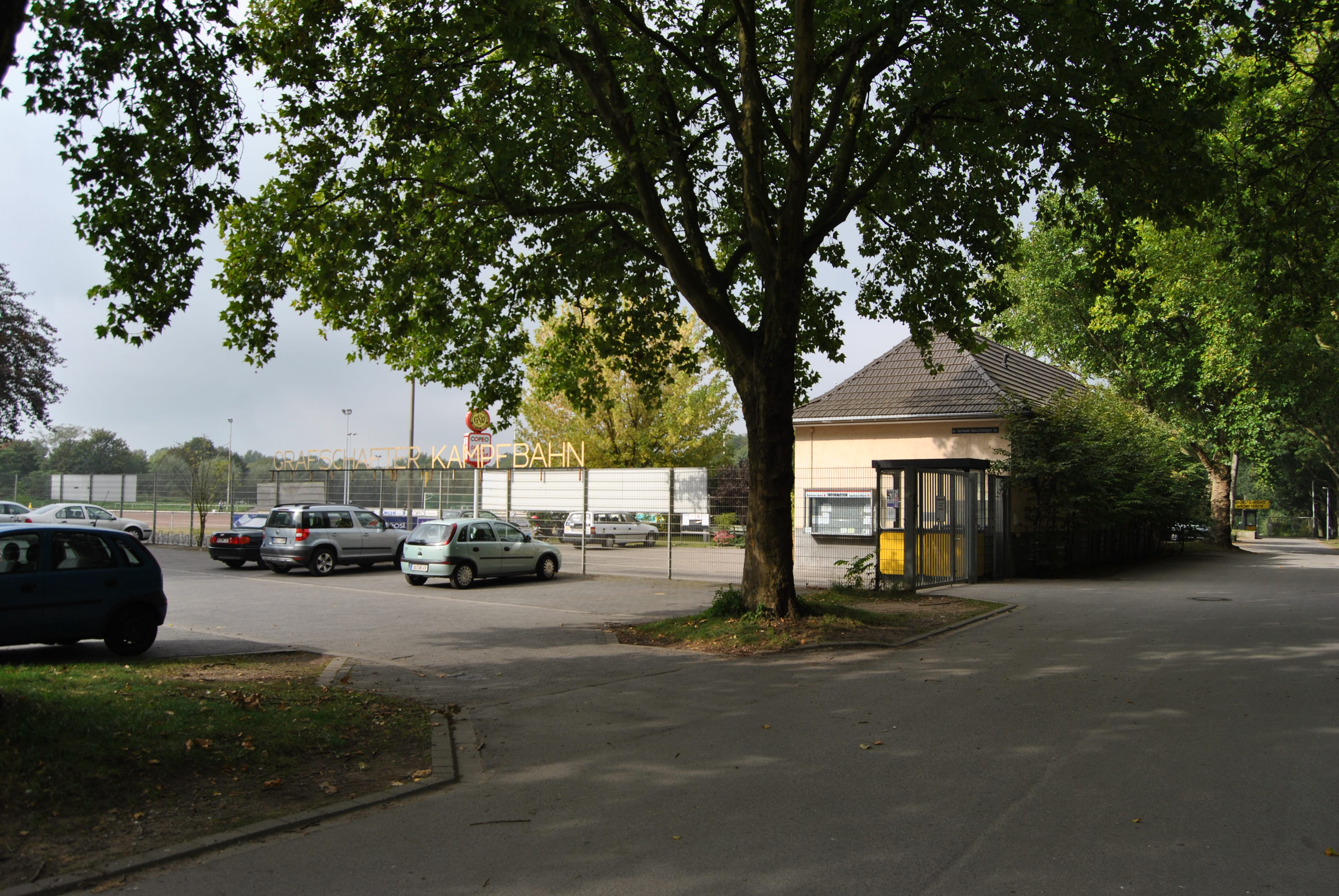
Grafschafter Kampbahn
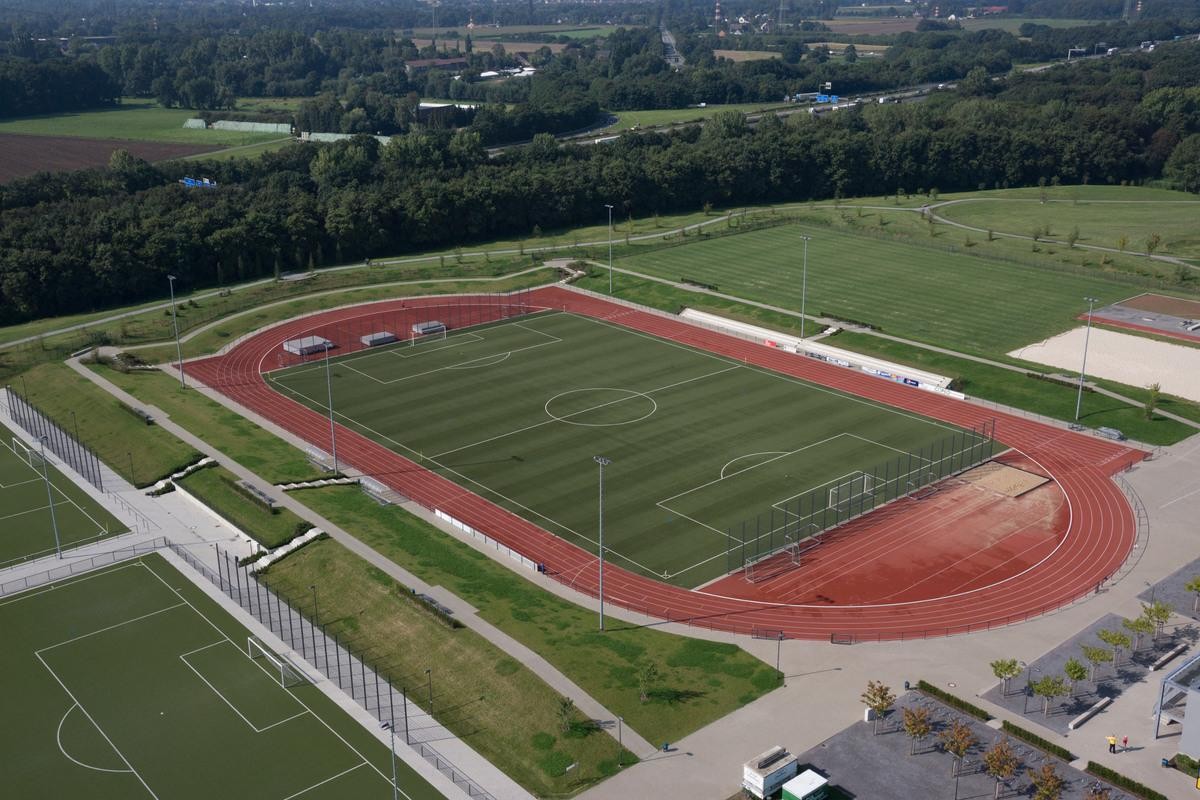
Großsportanlage Filder Benden
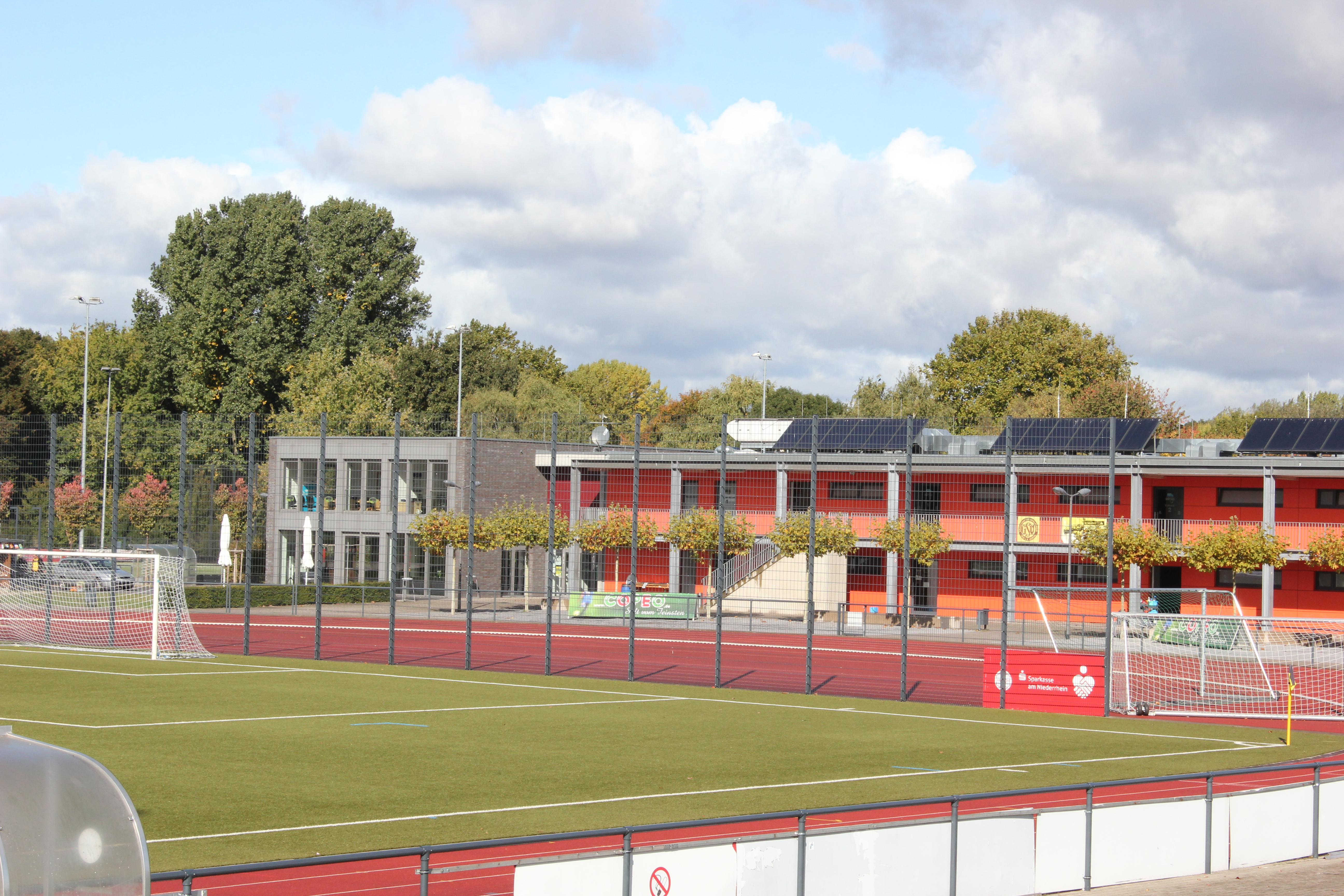
Vereinsgebäude